# Общественные науки
Обще́ственные (социа́льные) нау́ки (лат. socium — о́бщее) — комплекс научных дисциплин, изучающих как общество в целом, его структуру, динамику, развитие, историю, так и его отдельные подсистемы (экономику, политику, государство, гражданское общество, правовое устройство, духовную жизнь).

## Возможные коллизии
Отнесение к общественным наукам может варьироваться в зависимости от различия между задачами (фундаментальные, утилитарно-прикладные) и, отчасти, объектами (области, охватываемые познанием человечества по ходу общецивилизационного процесса, с одной стороны, и дисциплины в учебно-академическом понимании, с другой).
Методология и принципы, положенные в основу той или иной утилитарной классификации, могут различаться по причинам: государственно-специфическим, религиозно-культовым, историческим (конъюнктурным), субъективно-авторским и пр. При этом, независимо от формулировок, предпосылаемых таким перечням наук, при их взаимном сопоставлении следует иметь в виду неизбежное влияние утилитарных и/или узкоспецифических задач «заказчика» и/или «потребителя» той или иной классификации.
Оставаясь верным в контексте условий своего появления и стоящих перед ним задач, ни один из вариантов утилитарной классификации не может претендовать на абсолютную объективность. Попарное сопоставление вариантов может быть полезным, например, в плане совершенствования той или иной национально-государственной классификационной системы. Однако за пределами этой целеустановки споры, «какая классификация правильнее» — чаще всего ненаучны и схоластичны. Не могут привести к позитивному результату и попытки противопоставить какую-либо из утилитарных классификаций — фундаментально-эпистемологической: последняя сформулирована на качественно ином философском уровне, предполагающем абстракцию не только от национально-культурной, но и от, в известном смысле, исторической специфики (одновременно охватывая всю историю познания, от нерасчленённой философии древности до глубоко дифференцированной системы современных наук).

### Место философии в системе научного знания
Наиболее яркий пример коллизии фундаментального и утилитарного подходов — определение места философии в системе научного знания.
Как видно из приведённого ниже реестра, в утилитарной классификации философия по признаку предмета помещена в разряд общественных наук наряду с другими науками «об обществе». Однако при решении вопроса классификации наук в его фундаментальной постановке науковедение различает два принципа: объективный (когда связь наук выводится из связи самих объектов исследования), и субъективный, когда в основу классификации наук кладутся особенности субъекта. При этом, методологически, сами принципы классификации различают соответственно тому, как понимается связь между науками (как внешняя — когда науки лишь ставятся рядом друг с другом в определённом порядке, или как внутренняя, органическая — когда они с необходимостью выводятся и развиваются одна из другой).
Вопрос о взаимоотношении между философией и частными науками — своего рода стержень всей истории классификации наук. В этой истории выделяются три основных этапа, соответствуюцие: 1) нерасчленённой философской науке древности (и отчасти средневековья); 2) дифференциации наук в XV—XVIII вв. (аналитическому расчленению знаний на обособленные отрасли); 3) реинтеграции (синтетическому воссозданию, связыванию наук в единую систему знаний), отмечаемой с XIX в. Соответственно этим этапам ведётся и поиск самих принципов классификации науки.
Взяв, в качестве примера т. н. энциклопедический ряд, составленный Сен-Симоном, и развитый Контом (здесь науки классифицированы соответственно переходу от более простых и общих явлений к более сложным и частным, причём механика земных тел включена в математику, психология — в физиологию, а социологии Конт — один из создателей этой науки — отводит особое место):
| математика | → | астрономия | → | физика | → | химия | → | физиология | → | социология |

мы видим, что философия, с одной стороны, как бы поглощается социологией, но с другой — присутствует в математике в виде логики. В дальнейшем, по мере реинтеграции (а осознание её необходимости пришло в XX веке в силу появления множества наук, находящихся «на стыке» ранее дифференцированных категорий) научного знания, виток диалектически замкнулся, и наукознание пришло к необходимости выделить философию — не столько как «исторически первую», сколько как системообразующую, в отдельную категорию.
Этого принципа придерживалось и советское науковедение. Приводимая ниже таблица (источн.: БСЭ, статья «Наука») представляет собой один из вариантов линейной формы представления иерархии наук (ему соответствует сложная двумерная схема, где проведено много не отражённых здесь соединительных линий, демонстрирующих взаимосвязи между науками).
| Философские науки                  |                                                |
| Диалектика                         |                                                |
| Логика                             |                                                |
| Математические науки               |                                                |
| Математическая логика              | и практическая математика, включая кибернетику |
| Математика                         |                                                |
| Естественные и технические науки   |                                                |
| Астрономия                         | и космонавтика                                 |
| Астрофизика                        |                                                |
| Физика                             | и техническая физика                           |
| Химическая физика                  |                                                |
| Физическая химия                   |                                                |
| Химия                              | и химико-технологические науки с металлургией  |
| Геохимия                           |                                                |
| Геофизика                          |                                                |
| Геология                           | и горное дело                                  |
| Физическая география               |                                                |
| Биология                           | и с.-х. науки                                  |
| Физиология человека                | и медицинские науки                            |
| Антропология                       |                                                |
| Социальные науки                   |                                                |
| История                            |                                                |
| Археология                         |                                                |
| Этнография                         |                                                |
| Общественная география             |                                                |
| Социально-экономическая статистика |                                                |
| Науки о базисе и надстройках:      | политическая экономия,                         |
| Науки о базисе и надстройках:      | науки о государстве и праве,                   |
| Науки о базисе и надстройках:      | история искусства и искусствоведение и т. д.   |
| Языкознание                        |                                                |
| Психология                         | и педагогическая наука                         |

Коллизия заключается в том, что, признавая за философией особое место во всей системе научного знания в рамках фундаментальной классификации, при переходе к утилитарным схемам советские науковеды — как и современные систематизаторы — были вынуждены помещать философию в одну системную группу с политической экономией, научным коммунизмом и пр. В учебных планах, организационной структуре ВУЗов эта группа фигурировала под названием кафедр общественных наук (КОН; в техникумах и ПТУ — комиссий по общественным наукам). Это, повторим, — не противоречие, а функциональное различие, обусловленное утилитарной необходимостью; оба подхода — и фундаментальный, и утилитарный — имеют равное право на существование в контексте задач, на решение которых они нацелены.
Комментарий: термин «Социальные науки» употреблён в первоисточнике как синоним «общественным наукам» (отчасти ввиду необходимости формального избежания указанной коллизии). Описательный термин «Науки о базисе и надстройках» приблизительно соответствует современной политологии. Дидактико-иллюстративная задача была при составлении таблицы главной, и потому общий перечень указанных в ней наук не претендует на исчерпывающую полноту. При этом часть названий, соответствующих известным самостоятельным наукам, использованы в качестве собирательных, под которыми предполагаются целые группы «подотраслей» — напр., космонавтика.

### Антагонистические коллизии
Антагонистические, то есть неразрешимо противоречащие друг другу (см. Законы философии) коллизии в классификации тех или иных наук (включая общественные науки) выводят на щепетильную проблематику соотношения понятий «наука» и «лженаука». Некоторые примеры такого антагонизма порождены фундаментальными различиями базовых форм мировоззрения: идеалистической и материалистической. Заняв отстранённую позицию, невозможно дать позитивный ответ на вопрос, относятся ли некоторые дисциплины, изучаемые в религиозных учебных заведениях, к разряду общественных наук? Является ли общественной наукой дисциплина «Научный коммунизм», значащаяся в дипломах десятков миллионов советских специалистов с высшим образованием? Исходя из принципа уважения личного права каждого на собственное мировоззрение, защищаемого правилами Википедии, здесь эти (и подобные им) агрессивные противопоставления на идейно-мировоззренческой почве следует признать неуместными. Оставляя за каждым выбор «правильного» ответа — в литературе соответствующего мировоззренческого направления, где ответ этот надлежаще обоснован в системе тех категорий миропознания, которыми оперирует то или иное течение общественной мысли.
Вышеуказанные коллизии следует отличать от попыток пополнить «официальный» перечень общественных наук категориями, сконструированными в сугубо коммерческих целях извлечения дохода от продажи знаний из якобы «новой» области науки. Примером этого являются эвфемизмы, за которыми скрывается набор дисциплин, ранее продававшихся под другими «фирменными названиями»: маркетинг, пиар, НЛП и т. п. Спам-реклама их платных курсов под видом статей о соответствующих «науках» с завидным упорством лезет на страницы Википедии. Не приводя конкретных названий, здесь можно порекомендовать действенный лакмус-индикатор, позволяющий отличить истинную науку от псевдонауки: изучить перечень (и происхождение) публикаций, выводимых поисковыми системами при вводе спорного названия на английском или другом распространённом иностранном языке.

### Другие коллизии
Ряд коллизий, то есть нестыковок или, наоборот, неоправданных пересечений в определениях и трактовках понятия «общественные науки» и сопутствующих ему категорий, обусловлен следующими основными группами причин: а) лингвистическими, б) кросс-культурными, в) субъективно-академическими.
Лингвистические концентрируются вокруг понятий «общественный» и «социальный». Исторически термин «общественные науки» пришёл в русский из европейских языков, где чаще всего он образован на базе латинских праформ scientia = знание, и soci(etas) = общество (ср. англ. social sciences, фр. sciences sociales и т. п.). Одновременное внедрение в XIX веке в русский язык, наряду с «общественный», понятия «социальный» не было обусловлено объективной необходимостью (напр., описания качественно нового объекта, ранее не известного данной языковой культуре). Несмотря на очевидный вред (неоправданное смешение с однокоренными в латинском терминами из ряда «социалистический»), термин «социальный» из оборота не вышел. В ряде случаев с его участием в конце XX века образованы новые понятия, напр. «социальная сфера».
Наличие продолжительной практики употребления «социальный» в качестве синонима русскому «общественный» (в сочетании с «науками») лишает основания возможность противопоставить один другому, сформировав на их основе качественно различные категориальные ряды. Такие попытки были бы надуманными, а их результаты — контрпродуктивными. Не отрицая равноправие категорий «общественные науки» и «социальные науки», видимо, следует отдавать предпочтение русскому «общественные» — в силу отмеченного выше пересечения с другими категориальными рядами, восходящими к тому же латинскому soci(etas).
Кросс-культурные коллизии, как результат национально-государственной обособленности процессов формирования систем научного знания, наблюдаются в Википедии. Сопоставив между собой русскую, английскую, итальянскую версию настоящей страницы, нетрудно заметить, что приведённые на них перечни «общественных наук» как множества отнюдь не конгруэнтны; они лишь «во многом пересекающиеся». Слепо копировать с одной национальной странички на другую, либо брать какую-либо из них за образец — недопустимо. Кажущиеся «пропуски» чаще всего результат не недосмотра, а национальной специфики формирования перечней учебных дисциплин с утилитарными целями. Целесообразность их унификации, подведения под единый «мировой стандарт» (фактически, переход на чужой, уже существующий) — также сомнительна: борьба с национальной спецификой процессов научного миропознания означала бы де-факто признание антинаучной гипотезы наличия «монополии на истину» (что также идёт вразрез демократическому праву на уникальность философско-мировоззренческих позиций, особенно на совокупном уровне суверенных государственных составляющих современной цивилизации).
Субъективно-академические коллизии возникают, как правило, между разработками соперничающих научных школ, хотя иногда авторами оспариваемых классификаций могут выступать и индивидуальные учёные, стремящиеся сказать новое слово в науке. Оценивать эти попытки априорно (тем более в системе эмоционально-субъективистских критериев «амбиций» одной и «косности» другой стороны) — ненаучно и непродуктивно. Констатируя отсутствие монополии на истину и демократические свободы, и исходя из презумпции научной добросовестности, сопоставлять их между собой возможно, например, по признаку конечной целесообразности. Как и другие науки, общественные науки не стоят на месте, в своём развитии они неизбежно вторгаются в поле ранее «чужих» наук, вызывая, рано или поздно, необходимость проведения дифференциации или, наоборот, интеграции.
Так, к примеру, произошло с эконометрикой. Зарождалась эта наука в рамках одной из типичных общественных наук — политической экономии — и одновременно с ней. Сэр Уильям Петти почитается в истории науки основателем как классической политэкономии, так и (демографической) статистики — впрочем, сам он именовал своё детище «политической арифметикой». На известном этапе статистика оторвалась от политэкономии, расширив предмет и развив — с необходимым вторжением в область математики — собственные методы. Но к последней трети XIX века вновь созданный сложный математический аппарат «вернулся» в политэкономию. Некоторое время направление, представленное Л.Вальрасом и др., идентифицировалось науковедами как своего рода «фракция» в единой партии политэкономов — (лозаннская) школа экономической мысли. Наработки экономистов-математиков за последующие треть века, к 1930-м годам, поставили историю науки перед фактом, что в лице эконометрики мир имеет свою, самостоятельную науку. В силу достигнутой степени абстрагированности (а абстракция — один из общих методов познания) от историко-общественной специфики социально-экономических процессов эконометрика вышла из контекста политэкономии и других вновь сформировавшихся течений общественно-экономической мысли. Выйдя из разряда наук общественных, она вновь приблизилась к чистой математике, на развитии методов которой и строится её последующий прогресс.
Как пишет американский проф. Малиа, Мартин, до Второй мировой войны в США в вузах имелись лишь два основных факультета — гуманитарных и естественных наук, и только после войны в университетах создаются факультеты общественных наук. Как пишет Малиа, общественные науки в их современном качестве стали возможны после «научной революции» XVII в. Практически первой из новых дисциплин появилась политическая экономия, приобрёвшая к концу XVIII в. формальный академический статус. Второй институционно оформившейся дисциплиной стала начавшая вычленяться в 1880-е гг. политическая наука. Последней появилась социология, возникшая как отдельная дисциплина в 1920-30-е гг.

## Соотношение категорий общественных и гуманитарных наук
Использование словосочетания «гуманитарные дисциплины» в русском языке ограничено узкоспецифической сферой организации учебного процесса в классических университетах, то есть учебных заведениях, в составе которых есть факультеты как «естественных» (физики, химии, биологии), так и остальных наук — философия, языковедение, география и пр.

## Коды в системах классификации знаний
- УДК Общественные науки
- 00 Общественные науки в целом // Государственный рубрикатор научно-технической информации (ГРНТИ) (по состоянию на 2001 год) (недоступная ссылка)